# 空运水陆路邮件
航空水陆路（英語：Surface Air Lifted，簡稱SAL）邮件，是利用国际航班剩余运力跨国运输，在原寄国和寄达国国内按水陆路处理的国际邮件。并非全球所有邮政企业都提供此类邮政的寄递服务。寄递时限和邮费均介于航空邮件（Air Mail）和水陆路邮件（Surface Mail）之间。空运水陆路在较重的包裹上较航空邮件有更大的价格优势。

## 历史
二战之前，不少欧洲国家内部都有向偏远地区寄信不加收费的政策，大英帝国便是一例。后来二战爆发，各国都由于成本原因停止了这一政策。1960年代中期，随着航空的发展，万国邮联开始推行扩大航空邮件使用规模的政策，并于1970年代中期与国际航空运输协会（IATA）一道提出了空运水陆路邮件的概念。
随着空运水陆路服务推出，寄信者可以在水陆路的基础上加上较少的价格获得更快的服务，但不像更高价格的服务一样享有优先权。澳大利亚于1971年率先推出这一业务。

## 外部連結
- （英文）What is SAL?

1. 1 2  . Japan Post.   [2013-01-27]. （原始内容存档于2013-06-15）.
2. ↑  . USPS. 2013  [2013-01-27]. （原始内容存档于2013-01-28）.
3. ↑  .   [2017-05-03]. （原始内容存档于2017-02-04）.
4. ↑  . Encyclopædia Britannica. 2013  [2013-01-27]. （原始内容存档于2015-03-03）.
5. ↑  Daniel Vidoni. . Storefinder.com.au.   [2013-01-27]. （原始内容存档于2013-04-10）.